# العلاقات الأوغندية السويدية
العلاقات الأوغندية السويدية هي العلاقات الثنائية التي تجمع بين أوغندا والسويد.

## مقارنة بين البلدين
هذه مقارنة عامة ومرجعية للدولتين:
| وجه المقارنة                                              | أوغندا                        | السويد                                                                               |
| --------------------------------------------------------- | ----------------------------- | ------------------------------------------------------------------------------------ |
| المساحة (كم2)                                             | 241.04 ألف                    | 450.30 ألف                                                                           |
| عدد السكان (نسمة)                                         | 42.86 مليون                   | 10.16 مليون                                                                          |
| الكثافة السكانية (ن./كم²)                                 | 177.81                        | 22.56                                                                                |
| العاصمة                                                   | كامبالا                       | ستوكهولم                                                                             |
| اللغة الرسمية                                             | لغة إنجليزية، اللغة السواحلية | اللغة السويدية، لغات السامي، اللغة الفنلندية، منكيلي، اللغة الرومنية، اللغة اليديشية |
| العملة                                                    | شيلينغ أوغندي                 | كرونة سويدية                                                                         |
| الناتج المحلي الإجمالي (بليون دولار)                      | 25.89 مليار                   | 538.04 مليار                                                                         |
| الناتج المحلي الإجمالي (تعادل القوة الشرائية) بليون دولار | 72.25 مليار                   | 469.01 مليار                                                                         |
| الناتج المحلي الإجمالي الاسمي للفرد دولار أمريكي          | 705                           | 50.58 ألف                                                                            |
| الناتج المحلي الإجمالي للفرد دولار أمريكي                 | 1.77 ألف                      | 45.30 ألف                                                                            |
| مؤشر التنمية البشرية                                      | 0.483                         | 0.907                                                                                |
| رمز المكالمات الدولي                                      | +256                          | +46                                                                                  |
| رمز الإنترنت                                              | .ug                           | .se                                                                                  |
| المنطقة الزمنية                                           | ت ع م+03:00                   | توقيت وسط أوروبا، ت ع م+01:00، ت ع م+02:00، أوروبا/ستوكهولم ‏                         |

## مدن متوأمة
في ما يلي قائمة باتفاقيات التوأمة بين مدن أوغندية وسويدية:
- ترتبط عنتيبي مع كالمار باتفاقية توأمة منذ 1 مايو 2003.

## منظمات دولية مشتركة
يشترك البلدان في عضوية مجموعة من المنظمات الدولية، منها:
| علم المنظمة | اسم المنظمة                               | تاريخ انضمام أوغندا | تاريخ انضمام السويد |
| ----------- | ----------------------------------------- | ------------------- | ------------------- |
|             | مؤسسة التنمية الدولية                     | 27 سبتمبر 1963      | 24 سبتمبر 1960      |
|             | يونسكو                                    | 9 نوفمبر 1962       | 23 يناير 1950       |
|             | وكالة ضمان الاستثمار متعدد الأطراف        | 10 يونيو 1992       | 12 أبريل 1988       |
|             | الأمم المتحدة                             | 25 أكتوبر 1962      | 19 نوفمبر 1946      |
|             | الفريق المعني برصد الأرض                  | ?                   | ?                   |
|             | الاتحاد البريدي العالمي                   | ?                   | ?                   |
|             | البنك الدولي للإنشاء والتعمير             | 27 سبتمبر 1963      | 31 أغسطس 1951       |
|             | الاتحاد الدولي للاتصالات                  | 8 مارس 1963         | 1866                |
|             | منظمة حظر الأسلحة الكيميائية              | ?                   | ?                   |
|             | مؤسسة التمويل الدولية                     | 27 سبتمبر 1963      | 20 يوليو 1956       |
|             | المركز الدولي لتسوية المنازعات الاستشارية | 14 أكتوبر 1966      | 28 يناير 1967       |
|             | منظمة التجارة العالمية                    | ?                   | 1995                |
|             | منظمة الشرطة الجنائية الدولية             | ?                   | ?                   |
|             | البنك الإفريقي للتنمية                    | ?                   | ?                   |

## أعلام
هذه قائمة لبعض الشخصيات التي تربطها علاقات بالبلدين:
- باتريك بوغير (ملاكم سويدي، 14 ديسمبر 1981 – )
- رونالد موكيبي (لاعب كرة قدم سويدي، 16 سبتمبر 1991[19] – )
- عثمان كريم (مخرج أفلام سويدي، 19 مارس 1968 – )
- كريستين ماجنوسون (لاعب تنس الريشة، 21 نوفمبر 1964 – )

## وصلات خارجية
- موقع وزارة الخارجية الأوغندية
- موقع وزارة الخارجية السويدية